# Lake Viking
Lake Viking – jednostka osadnicza w Stanach Zjednoczonych, w stanie Missouri, w hrabstwie Daviess.